# 张国成
张国成（1931年10月12日—2022年12月21日），云南昆明人，稀土金属冶炼分离专家，中国工程院院士，北京有色金属研究总院高级工程师。

## 生平
1931年10月12日（一说8月21日），张国成生于云南省昆明市。1950年入伍，在中国人民解放军第二野战军第四兵团后勤政治部文工团工作。1952年保送进入云南大学。1954年，转到昆明工学院冶金专业学习。1956年毕业后分配到北京有色金属研究总院工作，从事稀土精矿冶金和单一稀土元素分离技术的研究。1995年，当选中国工程院院士。2022年12月21日在北京病逝，享年91岁。